# Regresión (película)
Regresión (en inglés Regression) es una película hispano-canadiense-estadounidense de suspense y terror psicológico estrenada el 2 de octubre del 2015. Fue escrita y dirigida por Alejandro Amenábar y está protagonizada por Ethan Hawke, Emma Watson y David Thewlis.

## Sinopsis
En un pequeño pueblo de Minnesota, en el año 1990, un hombre es acusado de haber abusado de su hija. Cuando el padre reconoce el delito, el psicólogo Dr. Raines le ayuda a revivir sus recuerdos en los que inculpa a alguien más. La joven Angela, de tan solo 17 años, tiene un secreto oculto, mientras que el detective que investiga el caso va conectando los recuerdos del padre, la abuela, y el hermano de Angela para así poder resolver el misterio.

## Elenco
- Ethan Hawke - Detective Bruce Kenner
- Emma Watson - Angela Gray
- David Dencik - John Gray
- Devon Bostick - Roy Gray
- Aaron Ashmore - George Nesbitt
- David Thewlis - Profesor Kenneth Raines
- Dale Dickey - Rose Gray
- Adam Butcher - Brody

## Producción
El 31 de octubre de 2013 se anunció que Ethan Hawke protagonizaría una película llamada Regresión y que Alejandro Amenábar sería el guionista, mientras que FilmNation Entertainment tendría los derechos internacionales.
El 6 de noviembre de 2013, The Weinstein Company adquirió los derechos de distribución de la película para Estados Unidos. El 22 de noviembre de 2013, Weinstein anunció que el estreno de la película sería el 28 de agosto de 2015 en Estados Unidos. El 5 de febrero de 2014, Emma Watson también se unió al elenco.  El 25 de marzo de 2014, David Dencik se unió al elenco de la película, para interpretar a un hombre que es arrestado por abusar sexualmente de su hija. El 23 de mayo de 2014, Devon Bostick fue agregado al elenco.

## Filmación
El rodaje se realizó íntegramente en Toronto (Canadá) y comenzó el 15 de abril de 2014, que coincidía con el vigésimo cuarto cumpleaños de Emma Watson.
En el reparto coincidieron Emma Watson y David Thewlis, quienes habían trabajado juntos en las películas de la saga de Harry Potter entre 2004 y 2011, interpretando a Hermione Granger y Remus Lupin, respectivamente.

## Publicidad
El 10 de junio de 2014, TWC-Dimension reveló una primera foto de la película.

## Estreno
La película se presentó en la 63.ª edición del Festival Internacional de Cine de San Sebastián el 18 de septiembre de 2015. En España el estreno comercial fue el 2 de octubre de 2015.